# Dendrocygna eytoni
La yaguasa adornada, suirirí australiano (Dendrocygna eytoni) es una especie de ave anseriforme de la familia Anatidae propia de Australia y Nueva Guinea.